# بیت اکسا
بیت اکسا (به لاتین: Beit Iksa) یک روستا در دولت فلسطین است.

## خصوصیات
بیت اکسا ۱٬۶۰۰ نفر جمعیت دارد.